# Pui de Cassibrós
El Pui de Cassibrós és una muntanya de 2.085,1 metres d'altitud situada a cavall dels termes municipals d'Alins i de Vall de Cardós (dins de l'antic terme de Ribera de Cardós, a la comarca del Pallars Sobirà. Està situat a llevant de Ribera de Cardós, a l'extrem nord-oriental de la Serra de Niarte, al sud-oest del Pla de Negua.
Aquest cim està inclòs al llistat dels 100 cims de la FEEC